# Schloss Ahlsdorf

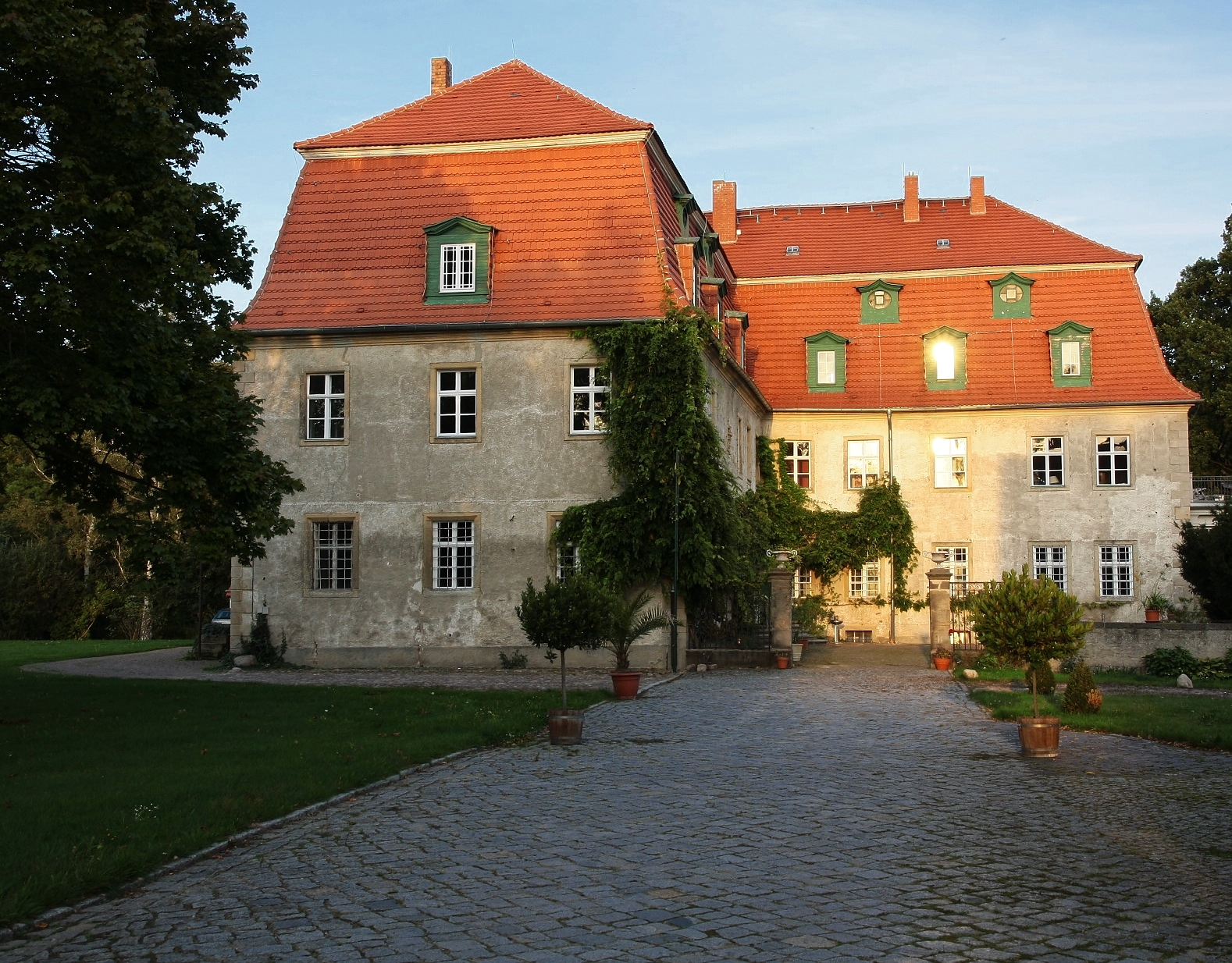
Schloss Ahlsdorf

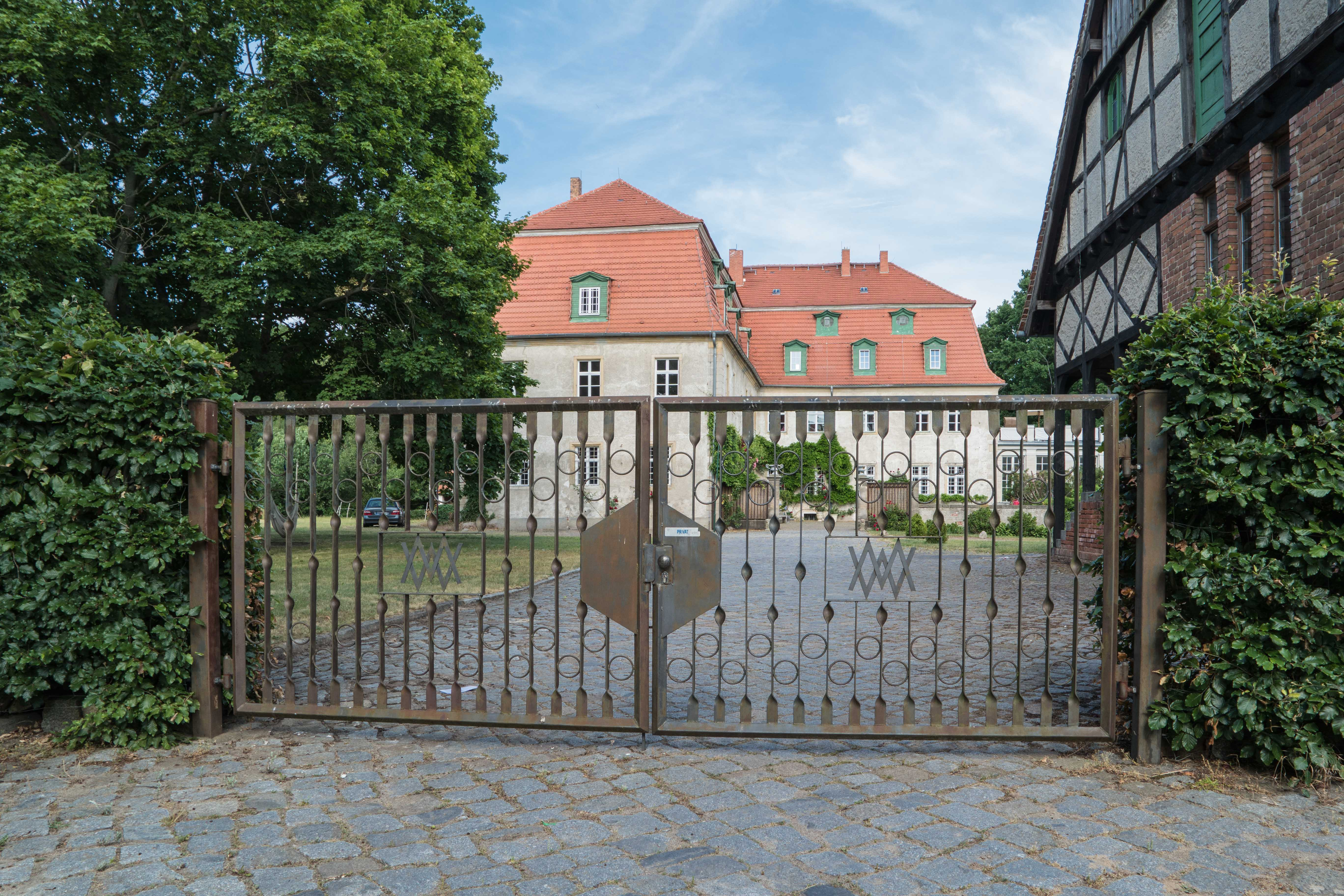
Ansicht von der Straße

Das Schloss Ahlsdorf ist ein barocker Schlossbau im Ortsteil Ahlsdorf (vormals Wendisch-Ahlsdorf) von Schönewalde im Landkreis Elbe-Elster in Brandenburg. Er befindet sich in Privatbesitz und wird für Hochzeiten und Veranstaltungen vermietet.

## Lage und Würdigung
Das östlich der Dorfstraße, auf der Höhe der Kirche gelegene Schloss ist deutlich gegenüber dem Anger zurückversetzt und durch den vorgelagerten Wirtschaftshof vom Ort getrennt. Im Osten schließt sich die weiträumige Parkanlage an.
Aufgrund seiner Ausmaße, Raumdisposition und der Fülle erhaltener Ausstattungsdetails sowie seiner Einbindung in die großzügige Park- und Wirtschaftshofanlage gehört Schloss Ahlsdorf zu den anspruchsvollsten und repräsentativsten Adelssitzen aus dem ersten Drittel des 18. Jahrhunderts in der sächsisch-brandenburgischen Grenzregion. Von der gehobenen Wohnkultur der Schlossbesitzer zeugen insbesondere die erhaltenen, qualitätsvollen Innenausstattungsdetails. Darüber hinaus kommt dem Schloss auch historische Bedeutung zu, als Wohnsitz von Johann Georg von Siemens, einem der führenden Wirtschaftsvertreter und Mitbegründer der Deutschen Bank.

## Geschichte
Das Bauwerk ist eine winkelförmige, barocke Zweiflügelanlage. Der ostwestlich ausgerichtete Hauptbau wurde 1709 erbaut und um 1720 durch einen nordsüdlichen Flügel erweitert. Anbauten und Veränderungen im Inneren erfolgten in den Jahren 1859 und 1895. An der Stelle des heutigen Schlosses befand sich ein befestigter, 1428 urkundlich erwähnter Adelssitz unbekannten Aussehens. 1419–1421 waren hier Hans von Lochow, 1444 Bertram von Burg, im frühen 15. Jahrhundert die Familie von Rauchhaupt und von 1479 bis 1699 die Familie von Löser ansässig. In den Jahren von 1700 und 1838/1843 etwa besaßen die von Seyffertitz das Rittergut Ahlsdorf. Anton Friedrich von Seyffertitz ließ zunächst 1709 den ostwestlichen Hauptflügel mit dreigeschossigem, vierachsigem Risalit und eigenem Mansarddach an der Nordfassade errichten, wie das Wappen mit Datum am Schlussstein des hofseitigen Portals beweist. Um 1720 erweiterte man das bestehende Gebäude durch Hinzufügung eines zweiten Flügels zur winkelförmigen Anlage. Nach alten Matrikeln gehörte das Anwesen ab 1844 der Seehandlung zu Berlin. 1857 erwarb der Justizrat Johann Georg Siemens (in den Jahren 1847–1854 Mitinhaber der Firma Siemens & Halske) das Rittergut. Er veranlasste eine Instandsetzung, die Überarbeitung aller Fassaden und Veränderungen im Inneren (Wappentafel der Familie Siemens an der Hoffront, datiert 1859). Ihm folgte sein Sohn Georg Siemens, am (6. Dezember) 1899 in Preußen nobilitiert als Georg von Siemens, Bankier und Gründer der Deutschen Bank. Dessen Witwe, Elise von Siemens, Tochter des Politikers Joseph Görz, ließ 1910 an die Südseite des Schlosses einen Wintergarten anfügen. Während die Hochzeiten der älteren Siemenstöchter alle in Berlin stattfanden, heiratete die Tochter Annette 1912 den Offizier und Diplomaten Hans Freiherr von Müffling, sonst Weiß genannt (1878–1914), und dann 1920 den Politiker Karl Helfferich auf Wendisch-Ahlsdorf.
Dr. Elise von Siemens war als Witwe um 1922 auch die Gutsbesitzerin auf den 433 ha des Gutes, in Verwaltung des Administrators Saage. Nachfolgend war der Herrensitz nicht durchweg bewohnt. Die Angehörigen der Familie von Siemens lebten größtenteils in Berlin.
In der DDR wurde das Schloss im Sommer über lange Jahre auch als Kinderferienlager für die Kinder der Mitarbeiter des BAF (Berliner Aufzug- und Fahrtreppenbau) genutzt.

## Architektur

### Äußeres
Der winkelförmige zweigeschossige Putzbau mit Sockel und Mansardwalmdach begrenzt eine gebäudetiefe erhöhte Terrasse, die zur Zufahrt und zum Wirtschaftshof ausgerichtet ist. An der Terrassenmauer findet sich das mit »LH« signierte Relief eines trinkenden, in einer Grotte knienden Knaben, das nach 1945 angebracht wurde. Den Baukörper des Schlosses gliedern nahezu regelmäßig angeordnete Kreuzstockfenster sowie auf der Hofseite niedrige rechteckige, auf der Gartenseite hohe flachbogige Kellergeschossfenster. Am Hauptbau besitzen die Fenster Sandstein-, ansonsten einfache Putzgewände. Der an der Hoffront gelegene Eingang mit Sandsteinportal und Wappenschlussstein von 1709 setzt einen besonderen Akzent. Der übrige Bauschmuck – die Eckrustizierung, das profilierte Traufgesims und das Gurtgesims – geht auf die Sanierungsmaßnahmen der Familie Siemens zurück.

### Inneres
Im Inneren haben sich die barocke Raumstruktur und eine Reihe bemerkenswerter Ausstattungsdetails erhalten. Die niedrigen Kellerräume des Hauptflügels sind tonnen-, die hohen des jüngeren Seitenflügels kreuzgratgewölbt. Im Erdgeschoss besitzen alle Räume des Hauptflügels originale Stuckdecken von 1709, ausgenommen sind der südöstliche Eckraum mit barockem Kreuzgratgewölbe und der nebenliegende Raum mit flacher Tonne und Stichkappen. Die stuckierte Decke mit zugehörigem Kamin von 1730 im Kopfsaal des Seitenflügels ist in reichen Régenceformen gestaltet. Der große Eingangsraum ist mit einer fein gearbeiteten Stuckdecke von 1709 und durch einen umlaufenden Leinwandfries mit Bildfeldern, die von aufgemalten Säulchen getrennt werden (um 1860), hervorgehoben. Ein ebensolcher Fries setzt sich im Flur des Nebenflügels fort. Von der Diele führt die zweiläufige Barocktreppe von 1709 mit plastisch ausgebildeten Balustern in das Obergeschoss. Auch diese Räume sind mit originalen Stuckdecken versehen. Der über der Eingangsdiele liegende Saal besitzt eine elegante Decke mit zarter Rahmenstuckatur, dem ligierten Monogramm AFVS (Anton Friedrich von Seyffertitz) und der Jahreszahl 1709.
Besonders aufwendig ausgestattet ist das südwestliche Eckzimmer: qualitätsvolle Leinwandtapeten aus dem letzten Viertel des 18. Jahrhunderts mit Rankenwerk und Rocaille-Kartuschen sind mit Landschafts-, Architektur- und Gesellschaftsszenerien bemalt, die Fensterlaibungen mit Holzpaneelen und offenen Regalen Anfang des 20. Jahrhunderts ausgestattet. In der südlichen Außenwand ist ein Wandschrank eingelassen. Im nordwestlichen Eckzimmer liegt unter der Voute der Stuckdecke ein umlaufender Leinwandfries mit ähnlichen Motiven und Portraitmedaillons. Das Dach ist in seinem unteren Bereich zu Mansardenzimmern ausgebaut. Im unausgebauten, oberen Teil befindet sich ein liegender Dachstuhl, darauf ein stehender Dachstuhl mit Sprengwerk sowie eine Längsversteifung durch Rähme und Spitzsäulen. Das sehr aufwendige Dachwerk mit seinen gattergesägten Balken stammt von 1709 und um 1720. Zur ungewöhnlich künstlerisch wertvollen Ausstattung gehört ein Majolikaofen im Foyer aus dem frühen 20. Jahrhundert, der mit skizzenhaft-naiven Darstellungen von städtischer und ländlicher Architektur versehen ist, darunter auch Besitzungen der Familie von Siemens. Im Obergeschoss befinden sich zwei frühklassizistische qualitätsvolle weiße Kachelöfen und ein Nischenofen, um 1860, sowie ein Renaissanceschrank mit biblischen Szenen und Originalbeschlägen, datiert 1641.

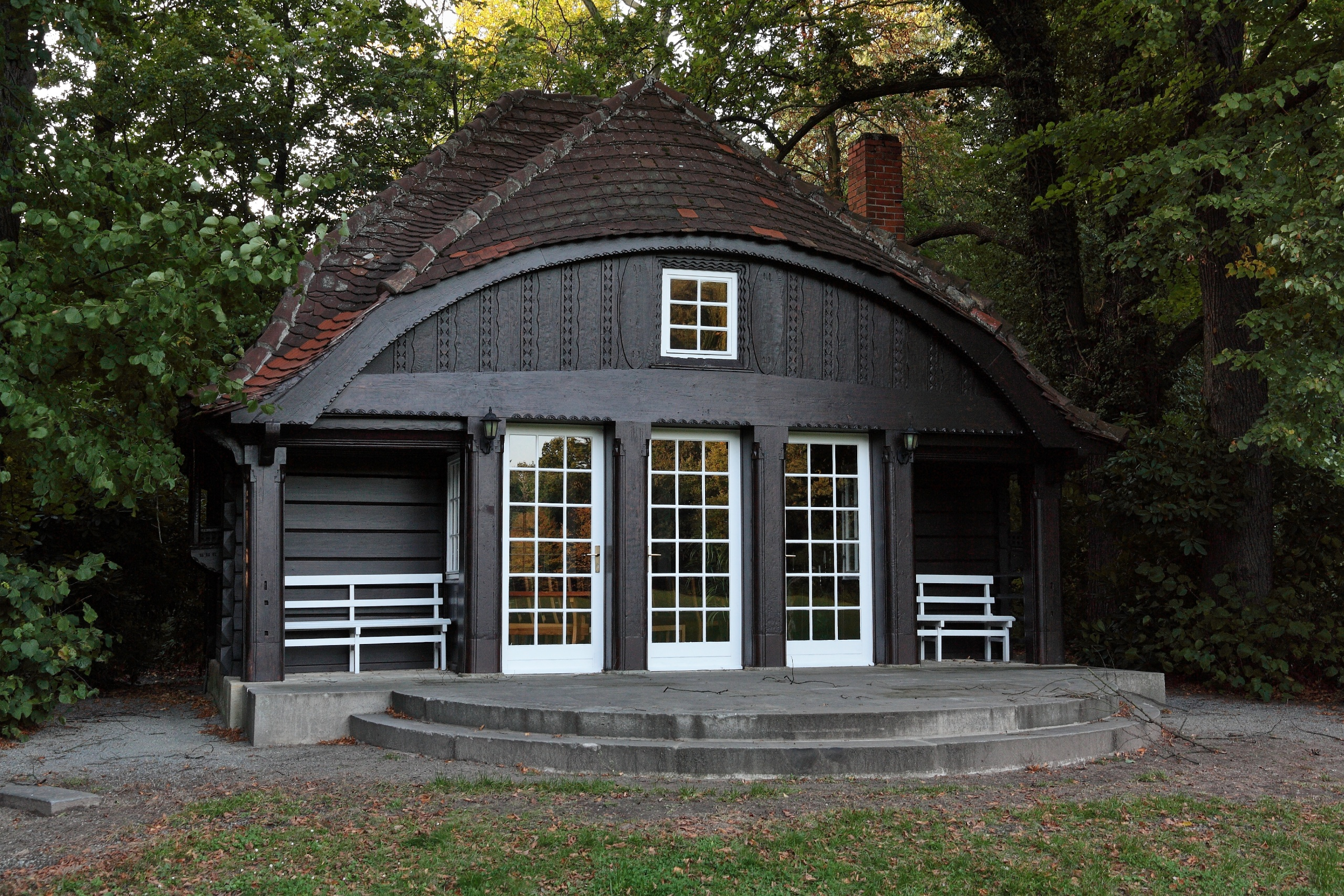
Teehaus im Park

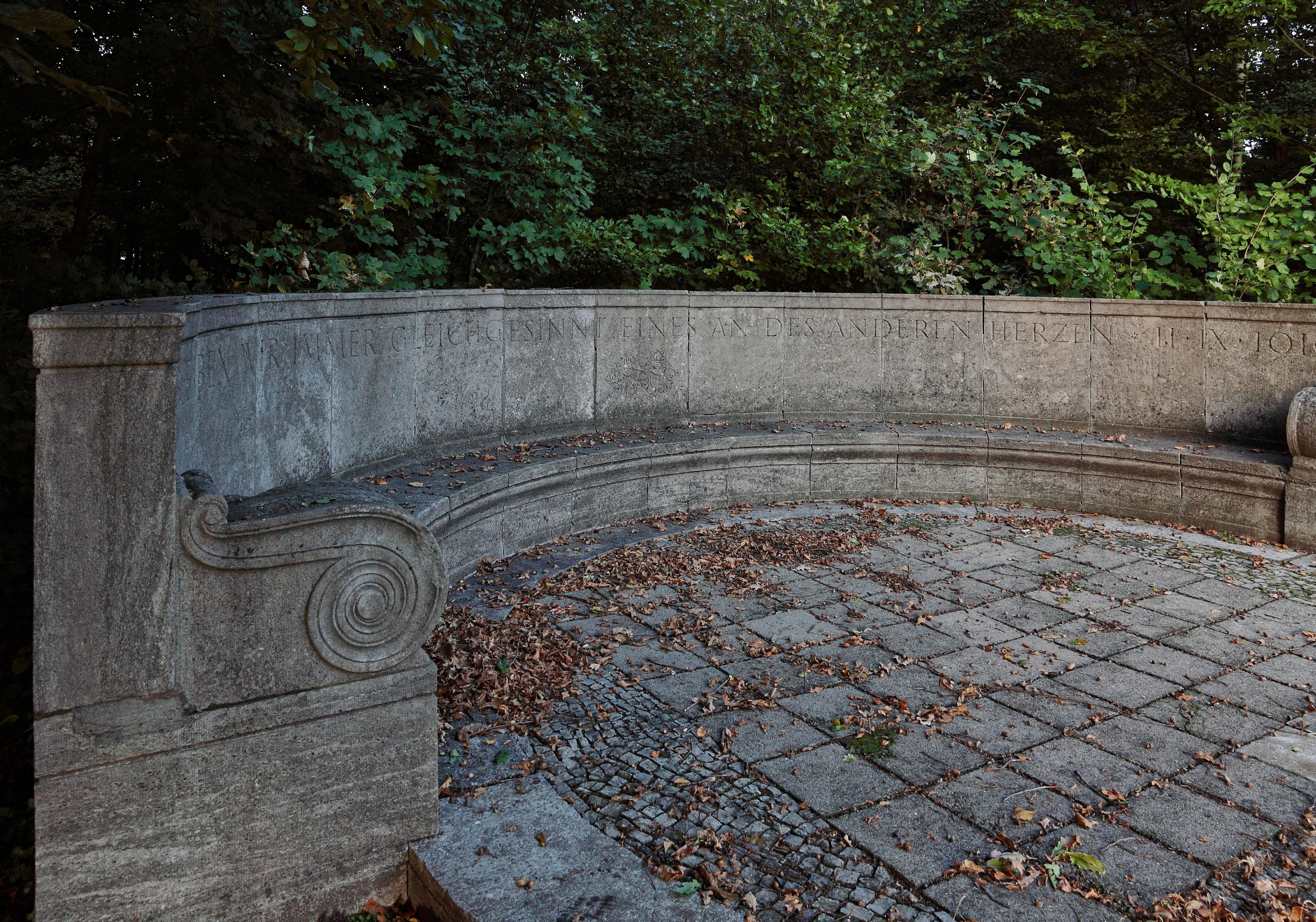
Flüsterbank

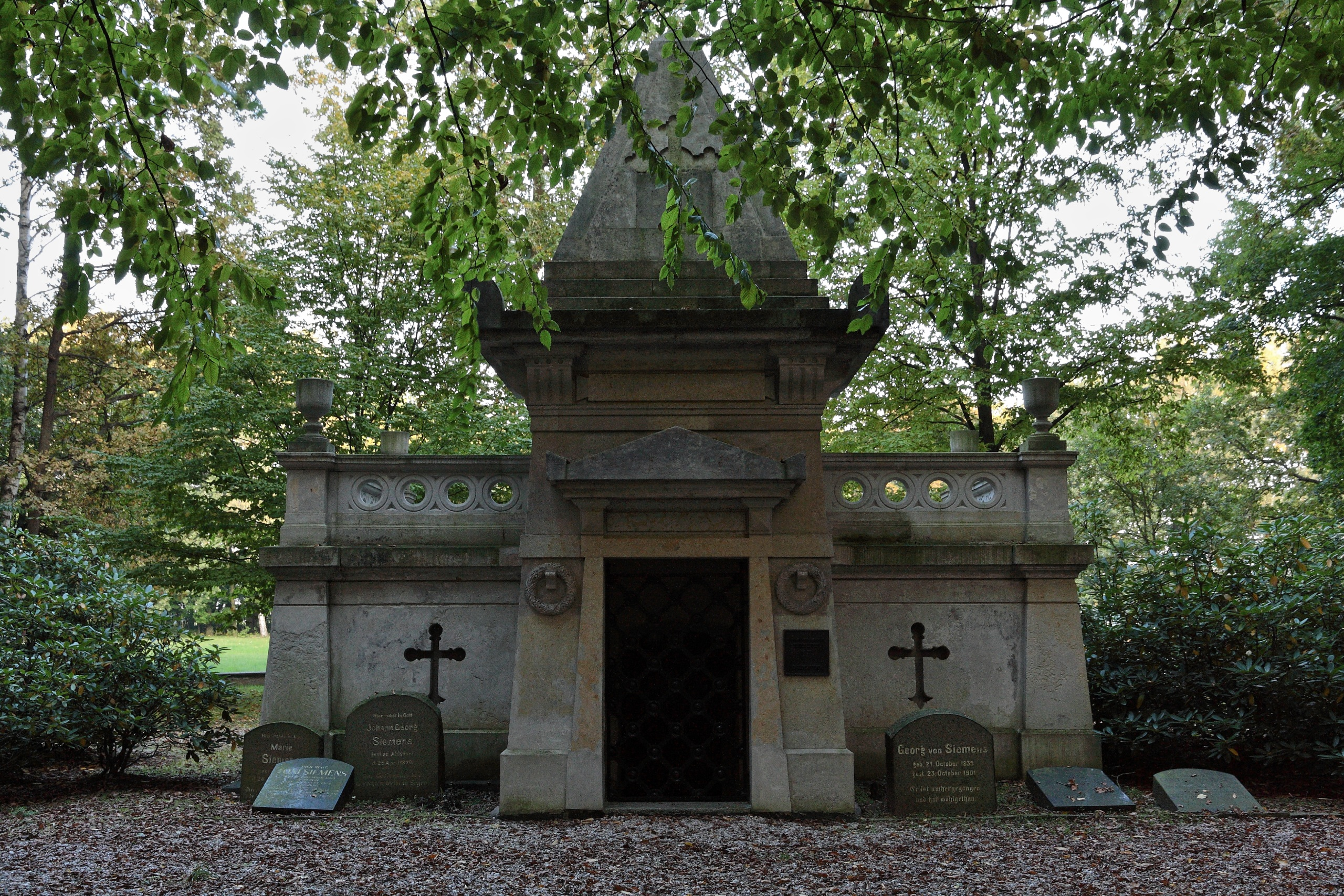
Siemensgruft

## Umgebung

### Park
Mit dem Bau des Schlosses erfolgte die Anlage eines barocken Gartens. 1707 wurde Wilhelm Gottfried Bachmann als Lustgärtner genannt. Die Gestaltung des auf einer Karte von 1722/1723 dargestellten Gartens durch die barocken Gärten Dresdens beeinflusst: Östlich des Schlosses befindet sich ein aus acht Segmenten bestehendes, symmetrisches Broderieparterre mit einem Pavillon im Zentrum. Der Garten hatte, untypisch für eine barocke Gestaltung, nur in einer Nebenachse einen axialen Bezug zum Schloss. Das Schloss mit dem Broderieparterre sowie ein damals noch vorhandenes Gebäude waren von einem regelmäßigen, rechteckigen Grabensystem umschlossen. Westlich davon liegt der Wirtschaftshof. Östlich, verbunden durch eine Brücke in der Achse des Broderieparterres, befindet sich ein halbkreisförmiger, von Gräben umgebener Gartenteil mit runden Wasserbassins. Außerhalb dieses Gartenteils lagen nordöstlich eine „Eisgrube“ und südöstlich „Der Herrschafft HirscheGarten“ sowie eine „Grube zum Fuchs Kirren“. Die barocke Gartenanlage wurde bis Ende des 18. Jahrhunderts unterhalten, verschiedene Kunst- und Lustgärtner sind nachweisbar. Noch das Urmesstischblatt von 1851 zeigt die Grundstrukturen der barocken Anlage mit ihren Gräben. Unter Justizrat Johann Georg Siemens wurde die Umgestaltung der alten Gartenanlage zu einem Landschaftspark begonnen. Kunstgärtner war 1857/1858 Johann August Ferdinand Kownick aus Arnswalde. Das ehemalige Broderieparterre wurde als abgeschlossener Ziergarten beibehalten. Der vorgelagerte, halbkreisförmige Gartenteil und die Gewässer wurden landschaftlich umgestaltet, die nördlich und südlich angrenzenden Flächen sind in die Gestaltung einbezogen. Die botanische Fachpresse assistierte schon in der Mitte des 19. Jahrhunderts sehr seltene Arten.
Das das Schloss umgebende, regelmäßige Grabensystem sowie einige südlich gelegene Gräben zur Schaffung eines großen Wiesenraums sind heute verfüllt. Die Baumpflanzungen aus dieser Zeit sind hier noch heute raumbestimmend. Unter Johann Georg Siemens wird Adolf Ferdinand Schulz aus Giesen in Pommern 1892–1899 als Herrschaftlicher Hofgärtner erwähnt. Umfassende Neugestaltungen und eine bedeutende Parkerweiterung nach Osten erfolgten unter Elise von Siemens. Um 1912 entstanden das Teehaus als point de vue am Nordende eines großartigen langgestreckten Wiesenraums im neu geschaffenen Parkteil und die Exedra gegenüber dem Schloss. Das ehemalige Broderieparterre wurde als Rosengarten mit Plastiken und Pflanzungen ausgestattet und mit ausgedehnten, weißen Treillagen eingefasst. Im waldartigen Parkteil der ersten und zweiten Erweiterung mehrere Gedenksteine aufgestellt. Nordwestlich des Teehauses schuf man ein mit Büsten verziertes Heckentheater aus geschnittenen Fichten. Im Park, in Schlossnähe und am Wirtschaftshof erfolgten umfangreiche Pflanzungen, darunter zahlreiche Koniferen. Obergärtner zu dieser Zeit war Oswald Reinhold Arthur Lichey. Um 1960 fand die Umnutzung in einen »ländlichen Kulturpark« statt und damit verbunden Eingriffe in die Parkgestaltung. Die etwa 18 ha große Parkanlage zeigt drei deutlich unterschiedene Bereiche. Infolge des alten, dichten waldartigen Baumbestands besteht insbesondere zwischen den ersten beiden und dem Bereich der letzten Erweiterung vom Anfang des 20. Jahrhunderts keine räumliche Verbindung.
Der hausnahe Teil östlich des Schlosses bewahrt in seiner Grundform die Maße des barocken Lustgartens. Unmittelbar vor dem Schloss ein Rosengarten im Bereich des ehemaligen Broderieparterres, heute liegt hier eine Rasenfläche mit sparsamen Pflanzungen. Hier befindet sich eine Sonnenuhr aus dem 18. Jahrhundert. Östlich liegt der zweite, ehemals barocke halbkreisförmige Gartenteil, heute eine Wiese, an deren Rand die Exedra aus Kalkstein mit Inschrift steht: „SO BLEIBEN WIR IMMER GLEICHGESINNT, EINES AN DES ANDEREN HERZEN“, mit Allianzwappen.
Der zweite Bereich umfasst die Parkerweiterung ab 1857 mit zahlreichen Bestandsbäumen aus dieser Zeit. Ein schmaler, dichter Gehölzbestand schließt sich nach Osten an den halbkreisförmigen Wiesenraum im Bereich des früheren barocken Teils an und setzt sich als schmaler, waldartiger Streifen nach Norden und Süden fort, hauptsächlich Buchen, Linden, Eichen und Kastanien. Ein doppeltes Wegesystem erschließt den nördlichen Teil. In einer Wegeachse als Blickpunkt von Norden ist eine Gedenkstele ohne Inschrift, Anfang des 20. Jahrhunderts, östlich der Exedra aufgestellt. Südlich, am selben Weg, eine Sandsteinbank, die sogenannte Flüsterbank (nach dem Prinzip eines Flüstergewölbes gestaltet). Im Süden liegt der landschaftlich umgestaltete Teich, umgeben von Erlen, Hainbuchen, Rhododendron und ausgewilderten Märzenbechern. Am westlichen Teichufer befindet sich eine zweite Gedenkstele gleichen Typs. Südlich des Teichs liegt ein großer, von einem Beltweg umzogener und von Solitärbäumen gerahmter Wiesenraum. Südlich von Rosengarten und Schloss liegt ein ehemals zum Park gehöriger Teil mit Solitärbäumen und einem Eiskeller, der heute in das Gelände der Gärtnerei einbezogen ist.

### Parkarchitektur
Östlich des großen Wiesenraumes innerhalb des Waldstreifens befindet sich das Erbbegräbnis der Familie von Siemens, das für Justizrat Georg Siemens 1879 durch den Sohn Georg erbaut wurde. Das pyramidenförmige Mausoleum ist in schwerer, bis zur Abstraktion reduzierter neoklassizistischer Formensprache gestaltet. Der Eingang zur Gruft ist durch den turmartigen Aufbau überhöht. Der dritte Bereich umfasst die Parkerweiterung Anfang des 20. Jahrhunderts östlich und nördlich des zweiten Bereichs, bestehend aus zwei langgestreckten, ineinander übergehenden, von dichtem Gehölzbestand und einem Beltweg umgebenen Wiesen. Der Gehölzsaum besteht hauptsächlich aus Anfang des 20. Jahrhunderts gepflanzten Bäumen, darunter Schwarzkiefern, Blaufichten, Tulpenbäume und ein Geweihbaum.
Am Nordende liegt der um 1907 aufgestellte Teepavillon, ein Holzhaus mit dezent dekorativem Schnitzwerk, Sprossenfenstern und Schweifdach, ursprünglich mit Holzschindeln gedeckt. Im Inneren befindet sich ein Kamin aus italienischem Marmor. Das von dem Architekten William Lossow entworfene Gebäude wurde 1906 auf der dritten deutschen Kunstgewerbeausstellung in Dresden erworben, wo es als Ausstellungspavillon gedient hatte. Östlich des Teehauses am Wegrand befindet sich ein Gedenkstein in Form eines Findlings für den genannten Leutnant Hans Freiherr von Müffling (1877–1914).
Der Schlosspark Ahlsdorf, eine ungewöhnlich große Anlage, hat trotz einiger Veränderungen in der Zeit seiner Nutzung als Kulturpark weitgehend den Charakter der zu Beginn des 20. Jahrhunderts vorgenommenen Erweiterung und Gestaltung bewahrt und zeichnet sich durch die aufwendige Ausstattung aus, darunter das Erbbegräbnis und das Teehaus. Als Park von erstrangiger gartengestalterischer Qualität zählt er zu den bedeutendsten landschaftlichen Parkanlagen im Süden des Landes Brandenburg, dessen einzelne Gestaltungsphasen überdies ablesbar geblieben sind, weshalb er zudem besondere gartenhistorische Aussagekraft besitzt.